# Teleogryllus gravelyi
Teleogryllus gravelyi är en insektsart som först beskrevs av Lucien Chopard 1928.  Teleogryllus gravelyi ingår i släktet Teleogryllus och familjen syrsor. Inga underarter finns listade i Catalogue of Life.